# Yara dos Santos
Yara dos Santos (Praia, 1979) é uma escritora cabo-verdiana.
Seu primeiro livro, Força de Mulher (Ed. Garrido, 2002) foi um relato de sua experiência como participante do programa de televisão português Confiança Cega. Em seguida, escreveu Cabo Verde: Tradição e Sabores (Ed. Garrido, 2003), sobre as tradições gastronômicas da sua terra natal.
Em 2006, publicou Ildo Lobo, a voz crioula (Ed. Sete Caminhos), sobre a vida e obra do cantor cabo-verdiano Ildo Lobo.